# 大二重斜方截半二十面體
大二重斜方截半二十面體又稱為米勒的怪物（Miller's Monster）:259是一種非凸均勻多面體，由124個面、240條邊和60個頂點組成。這個立體中存在半球面，也就是通過幾何中心的面，因此其對偶多面體是一種無窮星形多面體。

## 性質
大二重斜方截半二十面體是唯一一種頂角超過六個面構成的非退化均勻多面體，其每個頂角都是八面角。更精確地說，這個立體每個頂點都是4個正方形、2個三角形和2個五角星的公共頂點。其對應的八面角中，4個正方形面穿過了八面角的中央軸線，交錯地與另外2個三角形和2個五角星相鄰。:200這樣的配置在頂點圖中可以用4.5/3.4.3.4.5/2.4.3/2表示。特別地，這個立體的威佐夫記號計為 | 3/2 5/3 3 5/2 ，當中包含了4個分數，這個性質有別於其他均勻多面體：其他均勻多面體的威佐夫記號基本上可以用三個有理數表達，分別代表球面上史瓦茲三角形的三條邊，然而這個立體需要4個，這意味著這個立體無法用從球面三角形以威佐夫結構的模式來定義。其他具備此特性的均勻多面體都是退化的形式，例如大二重扭稜二重斜方十二面體。

### 面的組成
大二重斜方截半二十面體共由40個三角形、60個正方形和24個五角星組成，在其124個面中，有24個面是非凸且自相交的，即24個五角星面，和60個穿過整體幾何中心的正方形面。若將其視為簡單多面體，也就是移除自相交的部分以便建構其模型，則大二重斜方截半二十面體有1280個外部面。

### 二面角
大二重斜方截半二十面體有兩種二面角，分別是正方形與三角形的交角，約54.7度以及五角星和正方形的交角，約71度。

其中，正方形與三角形的交角為三平方根倒數的反餘弦值：
{\displaystyle \cos ^{-1}{\frac {\sqrt {3}}{3}}\approx 0.9553166\approx 54.7356103^{\circ }}
而五角星和正方形的交角為：
{\displaystyle \cos ^{-1}{\frac {\sqrt {5\left(5-2{\sqrt {5}}\right)}}{5}}\approx 1.2398695\approx 71.0392901^{\circ }}

### 頂點座標
若一大二重斜方截半二十面體的邊長為單位長，則這個大二重斜方截半二十面體的頂點座標為：
{\displaystyle \left(\pm {\sqrt {\frac {{\sqrt {5}}-1-2{\sqrt {{\sqrt {5}}-2}}}{8}}},\,\pm {\sqrt {\frac {3-{\sqrt {5}}-{\sqrt {10{\sqrt {5}}-22}}}{8}}},\,\pm {\sqrt {\frac {2+{\sqrt {2{\sqrt {5}}-2}}}{8}}}\right),}
{\displaystyle \left(0,\,\pm {\frac {\sqrt {3-{\sqrt {5}}}}{2}},\,\pm {\frac {\sqrt {{\sqrt {5}}-1}}{2}}\right),}
{\displaystyle \left(\pm {\sqrt {\frac {3-{\sqrt {5}}+{\sqrt {10{\sqrt {5}}-22}}}{8}}},\,\pm {\sqrt {\frac {2-{\sqrt {2{\sqrt {5}}-2}}}{8}}},\,\pm {\sqrt {\frac {{\sqrt {5}}-1+2{\sqrt {{\sqrt {5}}-2}}}{8}}}\right).}
若大二重斜方截半二十面體的邊長為2√2單位長，則其頂點座標簡化為以下列數值的全排列來表示：
{\displaystyle \left(0,\pm {\frac {2}{\tau }},\pm {\frac {2}{\sqrt {\tau }}}\right),}
{\displaystyle \left(\pm \left(-1+{\frac {1}{\sqrt {\tau ^{3}}}}\right),\pm \left({\frac {1}{\tau ^{2}}}-{\frac {1}{\sqrt {\tau }}}\right),\pm \left({\frac {1}{\tau }}+{\sqrt {\tau }}\right)\right),}
{\displaystyle \left(\pm \left({\frac {-1}{\tau }}+{\sqrt {\tau }}\right),\pm \left(-1-{\frac {1}{\sqrt {\tau ^{3}}}}\right),\pm \left({\frac {1}{\tau ^{2}}}+{\frac {1}{\sqrt {\tau }}}\right)\right),}
其中τ = (1+√5)/2 是黃金比例。

## 使用
大二重斜方截半二十面體曾作為《數學期刊》（The Mathematica Journal）第4期第3卷的封面圖像。